# Jean-Toussaint Malaspina
Jean-Toussaint Malaspina est un homme politique français né le 9 novembre 1853 à Belgodère (Haute-Corse) et décédé le 28 février 1904 à Saint-Cloud (Hauts-de-Seine).
Propriétaire, conseiller général, il est aussi journaliste, collaborant à la Revue politique et littéraire. Il est député de la Corse de 1898 à 1904, inscrit au groupe de la Gauche démocratique.

## Sources
- « Jean-Toussaint Malaspina », dans le Dictionnaire des parlementaires français (1889-1940), sous la direction de Jean Jolly, PUF, 1960 [détail de l’édition]